# Головатий Володимир Васильович
Володимир Васильович Головатий — старший лейтенант Збройних Сил України, учасник російсько-української війни, що загинув у ході російського вторгнення в Україну в 2022 році.

## Життєпис
Володимир Головатий народився 23 травня 1993 року в селі Підбережжя (з 2020 року — Долинської міської громади Калуського району) Івано-Франківської області у багатодітній родині. Цікавився поезію, спортом. Любив природу, тварин. Був зразковим братом для молодших. Закінчив Прикарпатський лісогосподарський коледж в місті Болехів у 2012 році. Свою службу розпочав у березні 2013 року у 1-му окремому Феодосійському батальйоні морсько́ї піхо́ти.  За контрактом захищав Україну з перших днів вторгнення росії в Україну, внаслідок чого отримав поранення плеча, закриту черепно-мозкову травму. Згодом навчався в Національній академії сухопутних військ імені гетьмана Петра Сагайдачного, яку закінчив 2019 року. З 2019 - 2022 року служив у 81-шій окремій аеромобільній бригаді,  Десантно-штурмових військ Збройних сил України. Брав участь у воєнних діях на сході України. З початком повномасштабного російського вторгнення в Україну перебував на передовій. Загинув уранці 13 квітня 2022 року в селі Долина, Святогірської міської громади Краматорського району Донецької області разом із товаришем по службі молодшим сержантом Володимиром Мамаєвим. Чин прощання із загиблими відбувся 21 квітня в селі Підбережжя на Івано-Франківщині.

## Родина
Володимир народився в багатодітній сім'ї. Батьки — Василь Головатий та Марія Головата. Брати — Іван та Андрій. Сестри — Анастасія, Софія, Павліна-Марія та Анна. У загиблого залишилися своя сім'я — дружина Галина та донька Вікторія (народилася 1 серпня 2021 року).

## Нагороди
- Орден Богдана Хмельницького III ступеня (2022, посмертно) — за особисту мужність і самовіддані дії, виявлені у захисті державного суверенітету та територіальної цілісності України, вірність військовій присязі[6].